# Lasioglossum
Lasioglossum is een geslacht van bijen uit de familie Halictidae.

## Naam
De wetenschappelijke naam werd gepubliceerd door John Curtis in 1833. Lasioglossum betekent vrij vertaald 'harige tong'. De Nederlandstalige naam voor deze bijen is groefbijen, een naam die ook wordt gebruikt voor het geslacht Halictus. Lasioglossum-soorten worden ook wel bandgroefbijen genoemd. De naam 'groef'bij is afgeleid van de groef die de vrouwtjes op het laatste achterlijfssegment hebben.
Curtis beschreef Lasioglossum tricingulum als de typesoort van dit geslacht. L. tricingulum is een synoniem van Lasioglossum xanthopus (Kirby, 1802), de roodbruine groefbij.

## Soorten
Lasioglossum is het meest omvangrijke geslacht van bijen, met meer dan 1700 beschreven soorten, die in talrijke ondergeslachten zijn ingedeeld (die door sommige auteurs als geslachten worden beschouwd). In Nederland zijn 48 soorten aangetroffen waarvan er zich 41 permanent hebben gevestigd.

## Levenswijze
Het geslacht kent een kosmopolitische verspreiding. Er is ook een verscheidenheid aan levenswijzen. Sommige soorten leven solitair, andere zijn (eu)sociaal en leven in (zeer) kleine tot middelgrote kolonies. Er zijn ook soorten die zowel solitair als eusociaal kunnen leven (facultatief solitair), afhankelijk van de plaatselijke omstandigheden. Er zijn daarnaast ook soorten die sociale parasieten zijn: deze bijen dringen binnen in het nest van een andere soort en worden de dominante, zich voortplantende, bij in de kolonie door de koningin te doden of te domineren. Zo een soort is Lasioglossum asteris uit het ondergeslacht Paralictus, die nesten van Lasioglossum imitatum binnendringt.
De meeste soorten maken hun nesten in de grond, die bestaan uit meerdere "cellen" waar de bij stuifmeel gemengd met nectar in aanbrengt als voedsel voor de zich ontwikkelende larve. Ze legt een ei op deze stuifmeelmassa en sluit dan de cel af.
Enkele in Nederland voorkomende soorten zijn:
- gewone geurgroefbij (Lasioglossum calceatum)
- matte bandgroefbij (Lasioglossum leucozonium)
- gewone franjegroefbij (Lasioglossum sexstrigatum)

## Soortenlijst
Onderstaand een lijst van 1741 soorten.
- L. abanci (Crawford, 1932)
- L. aberrans (Crawford, 1903)
- L. abietum (Michener, 1936)
- L. ablenum (Blüthgen, 1934)
- L. abrophilum (Walker, 1995)
- L. absimile (Sandhouse, 1924)
- L. absurdiceps (Timberlake, 1962)
- L. abundipunctum (Gibbs, 2010)
- L. abundum (Sandhouse, 1924)
- L. aburiellum (Cockerell, 1946)
- L. aburiense (Cockerell, 1945)
- L. acaciae (Cockerell, 1939)
- L. academicum (Sandhouse, 1924)
- L. acanthostomum (Cockerell, 1942)
- L. acanthum (Ebmer, 1983)
- L. acarophilum (McGinley, 1986)
- L. accentum (Sandhouse, 1924)
- L. acephaloides (Blüthgen, 1931)
- L. acephalum (Blüthgen, 1923)
- L. actinosum (Sandhouse, 1924)
- L. actuarium (Sandhouse, 1924)
- L. acuiferum (Cockerell, 1935)
- L. acuminatum (McGinley, 1986)
- L. acherontion (Ebmer, 1978)
- L. achilleae (Mitchell, 1960)
- L. achrostum (Michener, 1979)
- L. adabaschum (Blüthgen, 1931)
- L. adaliae (Blüthgen, 1923)
- L. adelaidae (Cockerell, 1905)
- L. adiazetum (Walker, 1997)
- L. admirandum (Sandhouse, 1924)
- L. adonidiae (Cockerell, 1919)
- L. adriani (Genaro, 2001)
- L. adustum (Walker, 1995)
- L. advertum (Mitchell, 1960)
- L. aegyptiellum (Strand, 1909)
- L. aeneiventre (Friese, 1917)
- L. aeneum (Friese, 1917)
- L. aequatum (Vachal, 1904)
- L. aeratum (Kirby, 1802)

Gestippelde smaragdgroefbij
- L. aethiopicum (Cameron, 1905)
- L. aethiops (Blüthgen, 1935)
- L. affine (Smith, 1853)
- L. agelastum (Fan & Ebmer, 1992)
- L. aglyphum (Pérez, 1895)
- L. akroundicum (Blüthgen, 1937)
- L. alacarinatum (Walker, 1995)
- L. alachuense (Mitchell, 1960)
- L. alaicum (Pesenko, 1986)
- L. alanum (Blüthgen, 1929)
- L. albescens (Smith, 1853)
- L. albipenne (Robertson, 1890)
- L. albipes (Fabricius, 1781)

Berijpte geurgroefbij
- L. albitarsatum (Ashmead, 1896)
- L. albitarse (Cresson, 1872)
- L. albitarsoides (Blüthgen, 1931)
- L. albobarbatum (Cockerell, 1937)
- L. albocinctum (Lucas, 1849)
- L. albohirtum (Crawford, 1907)
- L. albopilosum (Walker, 1995)
- L. albostictum (Cockerell, 1946)
- L. albovirens (Pérez, 1895)
- L. albuquerquense (Michener, 1937)
- L. alectore (Warncke, 1984)
- L. alenicum (Strand, 1912)
- L. alexanderi (McGinley, 1999)
- L. alexandrinum (Ebmer, 1995)
- L. algirum (Blüthgen, 1923)
- L. alievi (Pesenko, 1986)
- L. alinense (Cockerell, 1924)
- L. aliud (Sandhouse, 1924)
- L. alphenum (Cameron, 1897)
- L. alpigenum (Dalla Torre, 1877)
- L. alpinum (Walker, 1995)
- L. alternatum (Mitchell, 1960)
- L. altichum (Smith, 1853)
- L. altissimum (Pauly, 1986)
- L. allodalum (Ebmer & Sakagami, 1985)
- L. allonotum (Cockerell, 1936)
- L. alluaudi (Vachal, 1903)
- L. amamiense (Ebmer & Sakagami, 1994)
- L. amboquestrum (Walker, 1995)
- L. ameliae (Cockerell, 1937)
- L. amicum (Cockerell, 1897)
- L. amitinum (Vachal, 1894)
- L. amnestum (Moure & Hurd, 1987)
- L. amplexum (Walker, 1995)
- L. amurense (Vachal, 1902)
- L. andrewsi (W. F. Kirby, 1900)
- L. anellum (Vachal, 1905)
- L. anforticornum (Walker, 1995)
- L. angaricum (Cockerell, 1937)
- L. anguliceps (Morawitz, 1893)
- L. anguligulare (Blüthgen, 1929)
- L. angusticaudum (Cockerell, 1939)
- L. angusticeps (Perkins, 1895)
- L. angustipes (Ebmer, 1972)
- L. angustissimum (Cockerell, 1946)
- L. angustius (Cockerell, 1897)
- L. angustulum (Cockerell, 1937)
- L. anhybodinum (Cockerell, 1930)
- L. anhypops (McGinley, 1986)
- L. ankaratrensis (Benoist, 1962)
- L. annexum (Cockerell, 1922)
- L. annulipes (Morawitz, 1876)
- L. anomalipenne (Cockerell, 1943)
- L. anomalum (Rayment, 1935)
- L. anthrax (Ebmer, 1995)
- L. antiochense (McGinley, 2003)
- L. apertum (Sandhouse, 1924)
- L. apocyni (Mitchell, 1960)
- L. apopkense (Robertson, 1892)
- L. apostoli (Ebmer, 1970)
- L. appositum (Rayment, 1939)
- L. apricarium (Warncke, 1982)
- L. aprilinum (Morawitz, 1876)
- L. apristum (Vachal, 1903)
- L. aquilae (Cockerell, 1898)
- L. aquilonium (Walker, 1995)
- L. arabs (Pérez, 1907)
- L. aratum (Vachal, 1904)
- L. araxanum (Blüthgen, 1923)
- L. arcanum (Sandhouse, 1924)
- L. arciferum (Cockerell, 1914)
- L. arctifrons (Saunders, 1903)
- L. arctoum (Vachal, 1904)
- L. arctous (Vachal, 1904)
- L. arenicola (Friese, 1916)
- L. areolatum (Friese, 1909)
- L. argaeum (Blüthgen, 1931)
- L. argemonis (Cockerell, 1897)
- L. argopilatum (Walker, 1995)
- L. argutum (McGinley, 1986)
- L. ariadne (Ebmer, 1981)
- L. aricense (Schrottky, 1910)
- L. arizonense (Crawford, 1907)
- L. articulare (Pérez, 1895)
- L. aruwimiense (Strand, 1911)
- L. asaphes (McGinley, 1986)
- L. asellum (Pérez, 1895)
- L. ashabadiense (Blüthgen, 1923)
- L. aspasia (Smith, 1879)
- L. asperithorax (Cockerell, 1910)
- L. aspilurum (Cockerell, 1925)
- L. aspratulum (Walker, 1995)
- L. asteria (Ebmer, 1978)
- L. astutum (Sandhouse, 1924)
- L. atasum (Blüthgen, 1928)
- L. athabascense (Sandhouse, 1933)
- L. athrix (Walker, 1995)
- L. atopophlebum (Cockerell, 1937)
- L. atopterum (Cockerell, 1937)
- L. atrazureum (Moure & Hurd, 1987)
- L. atricrum (Vachal, 1903)
- L. atripygum (Kirby, 1890)
- L. atriventre (Crawford, 1906)
- L. atroglaucum (Strand, 1913)
- L. atronitens (Cockerell, 1914)
- L. atrorufescens (Cockerell, 1914)
- L. atrum (Walker, 1986)
- L. atschinense (Blüthgen, 1931)
- L. atwoodi (Gibbs, 2010)
- L. audasi (Cockerell, 1945)
- L. aulacophorum (Strand, 1913)
- L. aurantiacum (Cockerell, 1916)
- L. auratum (Ashmead, 1900)
- L. aureimontanum (Ebmer, 1970)
- L. aureolum (Pérez, 1903)
- L. aureopilatum (Walker, 1995)
- L. aureotarse (Friese, 1921)
- L. aurigrum (Krombein, 1950)
- L. aurora (Smith, 1879)
- L. australe (Vachal, 1903)
- L. autranellum (Vachal, 1904)
- L. avalonense (Cockerell, 1938)
- L. babakanense (Friese, 1914)
- L. baigakumense (Blüthgen, 1923)
- L. bajaense (McGinley, 1986)
- L. bakeri (Pauly, 2001)
- L. balboae (Cockerell, 1928)
- L. balearicus (Pérez, 1903)
- L. baleicum (Cockerell, 1937)
- L. banahaone (Cockerell, 1914)
- L. barbatum (Vachal, 1903)
- L. barbertonicum (Cockerell, 1946)
- L. bardum (Cresson, 1872)
- L. barretti (Cockerell, 1929)
- L. baruense (Friese, 1918)
- L. basilanum (Blüthgen, 1928)
- L. basilautum (Cockerell, 1910)
- L. basilicum (Sandhouse, 1924)
- L. bassanum (Warncke, 1982)
- L. bataviae (Blüthgen, 1926)
- L. baudini (Cockerell, 1915)
- L. bavaricum (Blüthgen, 1930)
- L. behri (Cockerell, 1910)
- L. beirense (Cockerell, 1937)
- L. belliatum (Pesenko, 1986)
- L. bellulum (Vachal, 1910)
- L. benignum (Pesenko, 1986)
- L. bernardinense (Michener, 1936)
- L. beskei (Vachal, 1904)
- L. betomarium (Blüthgen, 1925)
- L. bhutanicum (Ebmer, 1998)
- L. bianone (Cockerell, 1945)
- L. bibrochum (Walker, 1995)
- L. bicallosum (Morawitz, 1874)
- L. biceps (Walker, 1995)
- L. biciliatum (Friese, 1917)
- L. bicingulatum (Smith, 1853)
- L. bicolor (Walker, 1995)
- L. bidentatulum (Walker, 1999)
- L. bidentatum (Cameron, 1898)
- L. bimaculatum (Dours, 1872)
- L. birkmanni (Crawford, 1906)
- L. bischoffi (Blüthgen, 1931)
- L. biseptum (Vachal, 1904)
- L. bivarum (Vachal, 1904)
- L. blackburni (Cockerell, 1910)
- L. blakistoni (Sakagami & Munakata, 1990)
- L. blandulum (Cockerell, 1929)
- L. blighi (Cockerell, 1915)
- L. bluethgeni (Ebmer, 1971)
- L. boreale (Svensson, Ebmer & Sakagami, 1977)
- L. botanicorum (Cockerell, 1943)
- L. bouyssoui (Vachal, 1903)
- L. bowkeri (Cockerell, 1920)
- L. brachycephalum (Cockerell, 1925)
- L. brachyplectum (Moure, 1956)
- L. bradleyi (Mitchell, 1960)
- L. brassicae (Mitchell, 1960)
- L. brazieri (Cockerell, 1916)
- L. bredoi (Cockerell, 1939)
- L. breedi (Michener, 1979)
- L. bremerense (Rayment, 1931)
- L. brevibasis (Cockerell, 1938)
- L. brevicorne (Schenck, 1870)

Kortsprietgroefbij
- L. brevicornutum (Walker, 1986)
- L. breviventre (Schenck, 1853)
- L. brevizona (Benoist, 1962)
- L. bribiense (Cockerell, 1916)
- L. bribiensiforme (Cockerell, 1930)
- L. brisbanense (Cockerell, 1918)
- L. briseis (Ebmer, 2005)
- L. brochum (Walker, 1995)
- L. bruesi (Cockerell, 1912)
- L. bruneri (Crawford, 1902)
- L. bruneriellum (Cockerell, 1918)
- L. brunneiventre (Crawford, 1907)
- L. brunnesetum (Walker, 1995)
- L. bryotrichum (Cockerell, 1912)
- L. bubrachium (Walker, 1995)
- L. buccale (Pérez, 1903)
- L. buccinum (Vachal, 1904)
- L. bucculum (Walker, 1995)
- L. bullatum (Walker, 1995)
- L. burmanicum (Blüthgen, 1926)
- L. burmense (Blüthgen, 1926)
- L. burnupi (Cockerell, 1920)
- L. buruense (Blüthgen, 1926)
- L. busckiellum (Cockerell, 1915)
- L. butleri (Rayment, 1935)
- L. cabrilli (Cockerell, 1937)
- L. caducum (Sandhouse, 1924)
- L. caeruleiceps (Friese, 1914)
- L. caesium (Walker, 1995)
- L. calcarium (Ebmer, 2002)
- L. calceatum (Scopoli, 1763)

Gewone geurgroefbij
- L. californiae (Ellis, 1924)
- L. caliginosum (Murao, Ebmer & Tadauchi, 2006)
- L. calophyllae (Rayment, 1935)
- L. caloundrense (Cockerell, 1914)
- L. calviniellum (Cockerell, 1940)
- L. callaspis (Cockerell, 1915)
- L. callidum (Sandhouse, 1924)
- L. callizonium (Pérez, 1896)
- L. callomelittinum (Cockerell, 1910)
- L. callophrys (Ebmer, 2002)
- L. callorhinum (Cockerell, 1937)
- L. cambagei (Cockerell, 1910)
- L. cameronellum (Cockerell, 1911)
- L. camphorellum (Cockerell, 1940)
- L. candicicinctum (Cockerell, 1945)
- L. candidiferum (Cockerell, 1946)
- L. capicola (Cameron, 1905)
- L. capitale (Pérez, 1903)
- L. capnopum (Vachal, 1903)
- L. carbonarium (Smith, 1853)
- L. cardaleae (Walker, 1995)
- L. cardiurum (Cockerell, 1945)
- L. carinatum (Cameron, 1903)
- L. carinifrons (Cameron, 1904)
- L. cariocum (Schrottky, 1910)
- L. carneiventre (Dours, 1872)
- L. carpobrotum (Walker, 1995)
- L. caspicum (Morawitz, 1874)
- L. cassiaefloris (Cockerell, 1914)
- L. cassioides (Ebmer, 2002)
- L. castilianum (Blüthgen, 1931)
- L. castor (Walker, 1995)
- L. catileps (Blüthgen, 1926)
- L. cattellae (Ellis, 1913)
- L. cavernifrons (Blüthgen, 1926)
- L. cavillosum (Vachal, 1894)
- L. ceanothi (Mitchell, 1960)
- L. centesimum (Blüthgen, 1924)
- L. cephalinotum (Cockerell, 1946)
- L. cephalochilum (Michener, 1965)
- L. cephalotes (Dalla Torre, 1896)
- L. cerambyx (Ebmer, 1980)
- L. cercothrix (McGinley, 1986)
- L. cervicale (Cockerell, 1915)
- L. cessulum (Cockerell, 1940)
- L. cetti (Warncke, 1982)
- L. ciliatum (Ebmer, 1998)
- L. cilicium (Ebmer, 1972)
- L. cinclum (Warncke, 1984)
- L. cinctipes (Provancher, 1888)
- L. cinctulum (Cockerell, 1945)
- L. cinereum (Friese, 1917)
- L. cingulatum (Morawitz, 1876)
- L. circe (Ebmer, 1982)
- L. circinatum (Vachal, 1904)
- L. circularum (Fan & Ebmer, 1992)
- L. cire (Cameron, 1897)
- L. cirriferum (Cockerell, 1910)
- L. ciscapum (Blüthgen, 1931)
- L. citerius (Vachal, 1904)
- L. claricinctum (Cockerell, 1937)
- L. clarigaster (Cockerell, 1918)
- L. claripenne (Cockerell, 1946)
- L. clarissimum (Ellis, 1914)
- L. clarum (Nurse, 1902)
- L. claudia (Ebmer, 2002)
- L. clavigerellum (Cockerell, 1945)
- L. clavipes (Dours, 1872)
- L. clelandi (Cockerell, 1910)
- L. clematisellum (Cockerell, 1904)
- L. clivicola (Cockerell, 1937)
- L. clypeare (Schenck, 1853)
- L. clypeatum (Walker, 1995)
- L. clypeiferellum (Strand, 1909)
- L. clypeinitens (Ebmer, 2002)
- L. coactum (Cresson, 1872)
- L. cockerellellus (Blüthgen, 1931)
- L. cocos (Pauly & Munzinger, 2003)
- L. coeruleodorsatum (Strand, 1911)
- L. coeruleum (Robertson, 1893)
- L. cognatum (Smith, 1853)
- L. colatum (Vachal, 1904)
- L. colonicum (Rayment, 1953)
- L. coloratipes (Cockerell, 1946)
- L. collegum (Cameron, 1905)
- L. collopiense (Pérez, 1903)
- L. comagenense (Knerer & Atwood, 1964)
- L. comorense (Pauly, 2001)
- L. compressum (Blüthgen, 1926)
- L. comulum (Michener, 1951)
- L. concessum (Cockerell, 1946)
- L. conciliatum (Cockerell, 1946)
- L. congoense (Friese, 1921)
- L. connexum (Cresson, 1872)
- L. conspicuum (Smith, 1879)
- L. constrictulum (Cockerell, 1945)
- L. contaminatum (Cockerell, 1910)
- L. contracticaudum (Cockerell, 1937)
- L. convexiusculum (Schenck, 1853)
- L. convexum (Smith, 1879)
- L. cooleyi (Crawford, 1906)
- L. copleyense (Walker, 1995)
- L. cordleyi (Crawford, 1906)
- L. coreopsis (Robertson, 1902)
- L. coriaceum (Smith, 1853)
- L. corsicanum (Blüthgen, 1931)
- L. corvinum (Morawitz, 1876)
- L. costale (Vachal, 1904)
- L. costaricense (Crawford, 1906)
- L. costulatum (Kriechbaumer, 1873)

Klokjesgroefbij
- L. crassepunctatum (Blüthgen, 1923)
- L. crassicaudum (Cockerell, 1946)
- L. crassiceps (Ellis, 1914)
- L. crassivene (Cockerell, 1939)
- L. creberrimum (Smith, 1853)
- L. creightoni (Cockerell, 1908)
- L. crepusculum (Ebmer, 2008)
- L. cressonii (Robertson, 1890)
- L. creusum (Schrottky, 1910)
- L. cribrum (Ebmer, 2008)
- L. cristula (Pérez, 1896)
- L. croceipes (Morawitz, 1876)
- L. crocinum (Vachal, 1903)
- L. crocoturum (Vachal, 1904)
- L. ctenander (Michener, 1965)
- L. cubitale (Vachal, 1904)
- L. cucullatum (Warncke, 1984)
- L. cuniculum (Vachal, 1894)
- L. cupreicolle (Friese, 1917)
- L. cupromicans (Pérez, 1903)
- L. curtulum (Vachal, 1904)
- L. cyaneodiscum (Cockerell, 1946)
- L. cyaneonotum (Crawford, 1907)
- L. cyanescens (Cockerell, 1919)
- L. cyaneum (Ashmead, 1900)
- L. cyanorugosum (Engel, Hinojosa-Díaz & Yáñez-Ordóñez, 2007)
- L. cyanurum (Cockerell, 1936)
- L. cyclurum (Cockerell, 1915)
- L. chalcochiton (Vachal, 1911)
- L. chalcodes (Brullé, 1840)
- L. chalybaeum (Friese, 1917)
- L. channelense (McGinley, 1986)
- L. chanyomae (Blüthgen, 1931)
- L. chapmani (Cockerell, 1910)
- L. charisterion (Ebmer, 2002)
- L. chinense (Dalla Torre, 1896)
- L. chiromense (Cockerell, 1945)
- L. chiwense (Blüthgen, 1931)
- L. chloridicum (Ebmer, 1974)
- L. chloronotulum (Cockerell, 1940)
- L. chloronotum (Cockerell, 1937)
- L. chlorophaenum (Ebmer, 2008)
- L. chloropus (Morawitz, 1894)
- L. chryseis (Smith, 1879)
- L. chrysonotum (Ellis, 1914)
- L. daggetti (Cockerell, 1916)
- L. daglariense (Warncke, 1984)
- L. damascenum (Pérez, 1910)
- L. dampieri (Cockerell, 1905)
- L. danforthi (McGinley, 2003)
- L. danicorum (Cockerell, 1909)
- L. danuvium (Blüthgen, 1944)
- L. daphne (Ebmer, 1978)
- L. darwiniellum (Cockerell, 1932)
- L. dashwoodi (Gibbs, 2010)
- L. dasiphorae (Cockerell, 1901)
- L. dasygaster (Vachal, 1894)
- L. dathei (Ebmer, 2008)
- L. davide (Cockerell, 1910)
- L. debile (Morawitz, 1893)
- L. debilinerve (Cockerell, 1911)
- L. debilior (Pérez, 1910)
- L. deceptor (Ellis, 1914)
- L. deceptum (Smith, 1853)
- L. declivis (Pauly, 1980)
- L. decolor (Pérez, 1895)
- L. delectatum (Mitchell, 1960)
- L. deliense (Strand, 1910)
- L. delobeli (Pauly & Munzinger, 2003)
- L. demicapillum (Walker, 1995)
- L. denislucum (Strand, 1909)
- L. denselineatum (Cockerell, 1945)
- L. denticeps (Michener, 1954)
- L. denticolle (Morawitz, 1891)
- L. dernaense (Blüthgen, 1925)
- L. desertum (Smith, 1879)
- L. diatretum (Vachal, 1904)
- L. dichrous (Blüthgen, 1924)
- L. didomenon (Ebmer, 1980)
- L. diloloense (Cockerell, 1937)
- L. diluculum (Ebmer, 2008)
- L. diminutellum (Cockerell, 1937)
- L. dimorphum (Rayment, 1954)
- L. dinazade (Ebmer, 2000)
- L. disabanci (Knerer & Atwood, 1966)
- L. disclusum (Cockerell, 1914)
- L. discretulum (Cockerell, 1940)
- L. discum (Smith, 1853)
- L. discursum (Cameron, 1897)
- L. disparile (Cresson, 1872)
- L. dispositellum (Cockerell, 1934)
- L. dissimulator (Cockerell, 1914)
- L. divergenoides (Mitchell, 1960)
- L. divergens (Lovell, 1905)
- L. diversopunctatum (Ellis, 1914)
- L. diversum (Smith, 1879)
- L. doddi (Cockerell, 1914)
- L. dolichocephalum (Blüthgen, 1923)
- L. dolus (Ebmer, 1974)
- L. dotatum (Cockerell, 1912)
- L. drakensbergense (Cockerell, 1946)
- L. dreisbachi (Mitchell, 1960)
- L. dubitatum (Mitchell, 1960)
- L. duckei (Alfken, 1909)
- L. duplex (Dalla Torre, 1896)
- L. duponti (Vachal, 1903)
- L. durbanense (Cockerell, 1940)
- L. dusmeti (Blüthgen, 1924)
- L. dybowskii (Radoszkowski, 1876)
- L. dynastes (Bingham, 1898)
- L. ebeneum (Walker, 1995)
- L. ebmerellum (Gibbs, 2010)
- L. ebmerianum (Sakagami & Tadauchi, 1995)
- L. ecanidum (Pauly, 1980)
- L. edentulatum (Walker, 1995)
- L. edessae (Ebmer, 1974)
- L. eduardi (Blüthgen, 1931)
- L. egregium (Vachal, 1904)
- L. eickwortellum (Engel, 2001)
- L. eickworti (McGinley, 1986)
- L. eidmanni (Blüthgen, 1926)
- L. elaiochromon (Ebmer, 2002)
- L. elbanum (Blüthgen, 1934)
- L. elegans (Lepeletier, 1841)
- L. eleutherense (Engel, 2001)
- L. ellipticeps (Blüthgen, 1923)
- L. emirnense (Benoist, 1955)
- L. engeli (Genaro, 2001)
- L. enslini (Bytinski-Salz & Ebmer, 1974)
- L. entebbianum (Cockerell, 1945)
- L. eomontanum (Ebmer, 2006)
- L. eophilum (Ellis, 1914)
- L. eos (Ebmer, 1978)
- L. ephialtum (Gibbs, 2010)
- L. epicinctum (Strand, 1914)
- L. epichlorum (Cockerell, 1937)
- L. epiense (Cockerell, 1916)
- L. epiphron (Ebmer, 1982)
- L. epipygiale (Blüthgen, 1924)
- L. equestre (Morawitz, 1876)
- L. equinum (Ebmer, 1978)
- L. eremaean (Walker, 1995)
- L. eremophilum (Walker, 1995)
- L. eriphyle (Ebmer, 1996)
- L. ernesti (Pauly, 2001)
- L. erraticum (Blüthgen, 1931)
- L. erythrurum (Cockerell, 1914)
- L. eschaton (Ebmer, 1995)
- L. etheridgei (Cockerell, 1916)
- L. euboeense (Strand, 1909)
- L. eurasicum (Ebmer, 1972)
- L. eurhodopum (Cockerell, 1914)
- L. europense (Benoist, 1950)
- L. euryale (Ebmer, 1982)
- L. eurycephalum (Walker, 1995)
- L. eurydikae (Ebmer, 1974)
- L. euxanthopus (Pesenko, 1986)
- L. euxinicum (Ebmer, 1972)
- L. evanidum (Vachal, 1903)
- L. evestigatum (Sandhouse, 1924)
- L. ewarti (Cockerell, 1910)
- L. exactum (Cockerell, 1937)
- L. excisum (Ebmer, 1998)
- L. excultum (Cockerell, 1913)
- L. exiguiforme (Ellis, 1914)
- L. exiguum (Smith, 1879)
- L. exiliceps (Vachal, 1903)
- L. exleyae (Walker, 1986)
- L. exoneuroides (Rayment, 1953)
- L. exophthalmum (Walker, 1986)
- L. expansifrons (Cockerell, 1914)
- L. expulsum (Cockerell, 1916)
- L. exterum (Cockerell, 1911)
- L. extraordinarium (Kohl, 1908)
- L. exulans (Ebmer, 1978)
- L. fahringeri (Friese, 1921)
- L. falcatum (Walker, 1995)
- L. fallax (Morawitz, 1874)
- L. familiare (Erichson, 1842)
- L. fasciatum (Walker, 1995)
- L. fasciger (Strand, 1909)
- L. fattigi (Mitchell, 1960)
- L. faustum (Ebmer, 1978)
- L. feai (Vachal, 1895)
- L. fedorense (Crawford, 1906)
- L. fedtschenkoi (Blüthgen, 1938)
- L. femorale (Saunders, 1908)
- L. fernandezis (Engel, 2000)
- L. ferrerii (Baker, 1906)
- L. figueresi (Wcislo, 1990)
- L. fijiense (Perkins & Cheesman, 1928)
- L. filiferreum (Pauly, 1986)
- L. filipes (Ebmer, 1972)
- L. fimbriatellum (Vachal, 1894)
- L. flammeum (Pauly, 1986)
- L. flaveriae (Mitchell, 1960)
- L. flavipes (Moure, 1950)
- L. flavohirtum (Ebmer, 2002)
- L. flavolineatum (Cockerell, 1937)
- L. flavopunctatum (Friese, 1924)
- L. flavoscapus (Ebmer, 2008)
- L. flindersi (Cockerell, 1905)
- L. florale (Smith, 1853)
- L. forbesii (Robertson, 1890)
- L. formosae (Strand, 1910)
- L. forrestae (Walker, 1986)
- L. forresti (Cockerell, 1906)
- L. foveolatum (Robertson, 1902)
- L. foxii (Robertson, 1895)
- L. frankenia (Walker, 1995)
- L. franki (Friese, 1924)
- L. fratellum (Pérez, 1903)

Bosgroefbij
- L. fraternum (Smith, 1860)
- L. frenchellum (Michener, 1965)
- L. frenchi (Cockerell, 1904)
- L. frigidum (Sakagami & Ebmer, 1996)
- L. froggatti (Cockerell, 1905)
- L. fruhstorferi (Blüthgen, 1926)
- L. fulgens (Nurse, 1902)
- L. fulgonitens (Ebmer, 1982)
- L. fultoni (Cockerell, 1914)
- L. fulvicorne (Kirby, 1802)

Slanke groefbij
- L. fulvitarse (Morawitz, 1876)
- L. fulviventre (Friese, 1924)
- L. fulvofasciae (Michener, 1965)
- L. fulvopacum (Ebmer, 1983)
- L. fumidicaudum (Cockerell, 1914)
- L. funebre (Cameron, 1897)
- L. fuscipenne (Smith, 1853)
- L. fynbosense (Pauly, Timmermann & Kuhlmann, 2008)
- L. gastrophilinum (Cockerell, 1939)
- L. gattaca (Danforth & Wcislo, 1999)
- L. gemmatum (Smith, 1853)
- L. gendettense (Cockerell, 1937)
- L. gentianae (Rayment, 1951)
- L. genuinum (Sandhouse, 1924)
- L. georgicum (Cockerell, 1937)
- L. getasanum (Blüthgen, 1926)
- L. geteinum (Cockerell, 1945)
- L. gibber (Vachal, 1892)
- L. gibbosum (Friese, 1924)
- L. giffardi (Michener, 1937)
- L. giffardiellum (Cockerell, 1945)
- L. gilanum (Blüthgen, 1931)
- L. gilesi (Cockerell, 1905)
- L. glabriusculum (Morawitz, 1872)
- L. glabriventre (Crawford, 1907)
- L. glaciegenitum (Ebmer, 1972)
- L. glandon (Ebmer, 2002)
- L. globosum (Smith, 1853)
- L. godmanae (Michener, 1969)
- L. goilalaense (Pauly, 1986)
- L. goluratum (Blüthgen, 1926)
- L. goniurum (Cockerell, 1937)
- L. gorgasi (Cockerell, 1928)
- L. gorge (Ebmer, 1982)
- L. gorkiense (Blüthgen, 1931)
- L. gorokaense (Pauly, 1986)
- L. gossypiellum (Cockerell, 1945)
- L. graaffi (Cockerell, 1941)
- L. grande (Meyer, 1920)
- L. grandiceps (Friese, 1925)
- L. granosum (Vachal, 1904)
- L. greavesi (Rayment, 1930)
- L. gressitti (Pauly, 1986)
- L. grinnelli (Cockerell, 1916)
- L. griseipenne (Cockerell, 1929)
- L. grisellinum (Blüthgen, 1931)
- L. griseocinctum (Cockerell, 1945)
- L. griseolum (Morawitz, 1872)
- L. grossopedalum (Walker, 1986)
- L. grumiculum (Walker, 1995)
- L. guaruvae (Moure, 1987)
- L. guianense (Cockerell, 1936)
- L. guineabium (Strand, 1912)
- L. gulare (Vachal, 1904)
- L. gunbowerense (Rayment, 1939)
- L. gundlachii (Baker, 1906)
- L. gunungense (Blüthgen, 1931)
- L. gussakovskii (Blüthgen, 1929)
- L. gynochilum (Michener, 1965)
- L. hadrandrum (Michener, 1979)
- L. halictoides (Fox, 1893)
- L. halophitum (Graenicher, 1927)
- L. hamatum (Walker, 1995)
- L. hammondi (Cockerell, 1938)
- L. hancocki (Cockerell, 1945)
- L. hapsidum (Walker, 1995)
- L. harmandi (Vachal, 1903)
- L. harputicum (Ebmer, 1972)
- L. hartii (Robertson, 1892)
- L. hartmanni (Danforth & Wcislo, 1999)
- L. havanense (Baker, 1906)
- L. hazarani (Warncke, 1982)
- L. hecate (Ebmer, 1986)
- L. helichrysi (Cockerell, 1914)
- L. helios (Ebmer, 1985)
- L. hemicyaneum (Benoist, 1944)
- L. hemichalceum (Cockerell, 1923)
- L. hemileucospilum (Cockerell, 1937)
- L. hemimelas (Cockerell, 1901)
- L. herbstiellum (Friese, 1917)
- L. heterognathum (Mitchell, 1960)
- L. heterorhinum (Cockerell, 1930)
- L. hethiticum (Ebmer, 1970)
- L. hewetti (Cockerell, 1913)
- L. hiemale (Cockerell, 1926)
- L. highlandicum (Mitchell, 1960)
- L. hilactum (Smith, 1853)
- L. hilare (Ebmer, 1972)
- L. hiltacum (Smith, 1853)
- L. himalayense (Bingham, 1898)
- L. hirashimae (Ebmer & Sakagami, 1977)
- L. hirashimai (Michener, 1980)
- L. hirsutifrons (Cockerell, 1946)
- L. hirtiventre (Cockerell, 1922)
- L. hirtulinum (Cockerell, 1939)
- L. hispanicum (Blüthgen, 1931)
- L. hoedillum (Vachal, 1903)
- L. hofferi (Pesenko, 1986)
- L. hoffmanni (Strand, 1915)
- L. holochlorum (Cockerell, 1914)
- L. holomelanurum (Cockerell, 1937)
- L. holostictum (Cockerell, 1940)
- L. houstoni (Walker, 1986)
- L. hualitchu (Holmberg, 1886)
- L. huanghe (Ebmer, 2002)
- L. hudsoniellum (Cockerell, 1919)
- L. humboldtense (Michener, 1936)
- L. humei (Cockerell, 1905)
- L. hummeli (Blüthgen, 1934)
- L. hunteri (Cockerell, 1932)
- L. huttoni (Cameron, 1900)
- L. hyalinipenne (Morawitz, 1876)
- L. hyalinum (Crawford, 1907)
- L. hybodinum (Cockerell, 1912)
- L. hydrocephalum (Blüthgen, 1926)
- L. hypochlorinum (Cockerell, 1940)
- L. hypochlorum (Ellis, 1914)
- L. hypoleucum (Cockerell, 1937)
- L. hypsiston (Ebmer, 1980)
- L. hyrkanium (Ebmer, 1978)
- L. ibadanicum (Cockerell, 1945)
- L. ibericum (Ebmer, 1975)
- L. ilicum (Blüthgen, 1924)
- L. illinoense (Robertson, 1892)
- L. imbecillum (Ebmer, 1974)
- L. imbrex (Gibbs, 2010)
- L. imitans (Cockerell, 1914)
- L. imitator (Michener, 1965)
- L. immaculatum (Walker, 1995)
- L. immunitum (Vachal, 1895)
- L. impavidum (Sandhouse, 1924)
- L. impunctatum (Walker, 1999)
- L. impurum (Cresson, 1872)
- L. imuganense (Cockerell, 1919)
- L. incompletum (Crawford, 1907)
- L. inconditum (Cockerell, 1916)
- L. indistinctum (Crawford, 1906)
- L. infimum (Erichson, 1842)
- L. inflatum (Walker, 1995)
- L. ingogoense (Cockerell, 1940)
- L. inoum (Cameron, 1904)
- L. insculptum (Cockerell, 1918)
- L. insigne (Meyer, 1920)
- L. insolitum (Sandhouse, 1924)
- L. instabilis (Cockerell, 1914)
- L. insulsum (Sandhouse, 1924)
- L. intermedium (Schenck, 1870)

Combigroefbij
- L. interruptum (Panzer, 1798)
- L. interstitinerve (Cameron, 1905)
- L. intrepidum (Mitchell, 1960)
- L. iranicum (Ebmer, 1975)
- L. iridipenne (Smith, 1863)
- L. israelense (Ebmer, 1974)
- L. ituraeum (Ebmer, 1972)
- L. iwatai (Sakagami, 1968)
- L. jacobsoni (Friese, 1914)
- L. jamaicae (Ellis, 1914)
- L. jameseae (Cockerell, 1933)
- L. japonicum (Dalla Torre, 1896)
- L. jessicum (Cockerell, 1939)
- L. jubatum (Vachal, 1904)
- L. jultschinicum (Ebmer, 1972)
- L. junaluskense (Mitchell, 1960)
- L. kabetiellum (Cockerell, 1945)
- L. kafubuense (Cockerell, 1937)
- L. kampalense (Cockerell, 1945)
- L. kandiense (Cockerell, 1913)
- L. kangeani (Pauly, 1980)
- L. kankauchare (Strand, 1914)
- L. kansuense (Blüthgen, 1934)
- L. kappadokium (Ebmer, 1974)
- L. kasparyani (Pesenko, 1986)
- L. kasuloi (Cockerell, 1937)
- L. katyae (McGinley, 1986)
- L. kiautschouense (Strand, 1910)
- L. kinabaluense (Michener, 1986)
- L. kincaidii (Cockerell, 1898)
- L. kingi (Cockerell, 1945)
- L. kintonense (Blüthgen, 1926)
- L. kirgisicum (Ebmer, 1972)
- L. klipiellum (Cockerell, 1946)
- L. klooficum (Cockerell, 1946)
- L. knereri (Gibbs, 2010)
- L. korbi (Blüthgen, 1929)
- L. koreanum (Ebmer, 1978)
- L. kotschyi (Ebmer, 1981)
- L. kowitense (Cockerell, 1937)
- L. kozlovi (Friese, 1914)
- L. krausi (Warncke, 1982)
- L. kraussi (Michener, 1954)
- L. krishna (Nurse, 1902)
- L. kryopetrosum (Ebmer, 2002)
- L. kulense (Strand, 1909)
- L. kumejimense (Matsumura & Uchida, 1926)
- L. kunzei (Cockerell, 1898)
- L. kurandense (Cockerell, 1914)
- L. kuroshio (Sakagami & Takahashi, 1993)
- L. kussariense (Blüthgen, 1925)
- L. lactescens (Cockerell, 1937)
- L. lacthium (Smith, 1853)
- L. lactineum (Sandhouse, 1924)
- L. laeve (Kirby, 1802)

Gladde groefbij
- L. laeviderme (Cockerell, 1911)
- L. laevidorsum (Blüthgen, 1923)
- L. laevigatum (Kirby, 1802)

Gedoornde groefbij
- L. laevinode (Morawitz, 1876)
- L. laevissimum (Smith, 1853)
- L. laeviventre (Pérez, 1905)
- L. laevoides (Ebmer, 2005)
- L. lambatum (Fan & Ebmer, 1992)
- L. lamborni (Cockerell, 1945)
- L. lamellosum (Walker, 1995)
- L. lampronotum (McGinley, 1986)
- L. lanarium (Smith, 1853)
- L. laratellum (Blüthgen, 1926)
- L. laraticum (Blüthgen, 1926)
- L. lasereanum (Benoist, 1964)
- L. laterale (Brullé, 1832)
- L. laterocinctum (Cockerell, 1945)
- L. latesellatum (Cockerell, 1937)
- L. latibalteatum (Meade-Waldo, 1916)
- L. laticeps (Schenck, 1870)

Breedkaakgroefbij
- L. latichilum (Walker, 1995)
- L. latifrontellum (Cockerell, 1945)
- L. latilabrum (Murao & Tadauchi, 2006)
- L. latior (Cockerell, 1939)
- L. latissimum (Cockerell, 1915)
- L. latitarse (Friese, 1909)
- L. lativalve (Warncke, 1984)
- L. lativentre (Schenck, 1853)

Breedbuikgroefbij
- L. latro (Perkins & Cheesman, 1928)
- L. latum (Sandhouse, 1924)
- L. layardi (Cockerell, 1920)
- L. lazulis (Ellis, 1913)
- L. lebedevi (Ebmer, 1972)
- L. lectum (Mitchell, 1960)
- L. leichardti (Cockerell, 1906)
- L. leiosoma (Strand, 1914)
- L. leptocephalum (Blüthgen, 1923)
- L. leptorhynchum (Blüthgen, 1931)
- L. leptospermi (Cockerell, 1916)
- L. lesseppsi (Cockerell, 1928)
- L. leucomontanum (Ebmer, 1981)
- L. leucophenax (Cockerell, 1939)
- L. leucopus (Kirby, 1802)

Gewone smaragdgroefbij
- L. leucopymatum (Dalla Torre, 1896)
- L. leucorhinum (Cockerell, 1926)
- L. leucozonium (Schrank, 1781)

Matte bandgroefbij
- L. leviense (Mitchell, 1960)
- L. libericum (Cockerell, 1945)
- L. lichatinum (Cockerell, 1922)
- L. lichatum (Smith, 1853)
- L. lieftincki (Michener, 1980)
- L. liguanense (Sandhouse, 1924)
- L. lilliputense (Gibbs, 2010)
- L. limbelloides (Blüthgen, 1931)
- L. limbellum (Morawitz, 1876)
- L. linctum (Vachal, 1904)
- L. lineare (Schenck, 1870)

Schoorsteengroefbij
- L. lineatulum (Crawford, 1906)
- L. lineatum (Walker, 1995)
- L. lionotum (Sandhouse, 1923)
- L. lippani (Cameron, 1905)
- L. lisa (Ebmer, 1998)
- L. lissonotum (Noskiewicz, 1926)
- L. lithuscum (Smith, 1853)
- L. litovillum (Walker, 1995)
- L. littleri (Cockerell, 1914)
- L. littorale (Blüthgen, 1924)
- L. loetum (Brullé, 1840)
- L. longicorne (Crawford, 1907)
- L. longifacies (Sakagami & Tadauchi, 1995)
- L. longifrons (Baker, 1906)
- L. longirostre (Morawitz, 1876)
- L. longmani (Cockerell, 1922)
- L. lorentzi (Friese, 1911)
- L. loweri (Cockerell, 1905)
- L. lucidibase (Cockerell, 1943)
- L. lucidulum (Schenck, 1861)

Glanzende groefbij
- L. luctuosum (Ebmer, 2002)
- L. lukulense (Cockerell, 1945)
- L. luridipes (Vachal, 1892)
- L. lusorium (Cresson, 1872)
- L. lustrans (Cockerell, 1897)
- L. lustricolle (Moure & Hurd, 1987)
- L. luteipes (Friese, 1909)
- L. luteoaeneum (Friese, 1924)
- L. mabangense (Cockerell, 1946)
- L. macilentum (Benoist, 1944)
- L. mackiae (Cockerell, 1929)
- L. macoupinense (Robertson, 1895)
- L. macroprosopum (Gibbs, 2010)
- L. macrops (Cockerell, 1916)
- L. macrurops (Cockerell, 1937)
- L. macrurum (Cockerell, 1931)
- L. mactum (Sandhouse, 1924)
- L. maculipes (Morawitz, 1876)
- L. magdalena (Baker, 1906)
- L. mahense (Cameron, 1908)
- L. maidli (Blüthgen, 1925)
- L. maitlandi (Cockerell, 1910)
- L. majus (Nylander, 1852)

Grote bandgroefbij
- L. malachurum (Kirby, 1802)

Groepjesgroefbij
- L. malgiense (Pauly, 1986)
- L. malinum (Sandhouse, 1924)
- L. mandibulare (Morawitz, 1866)
- L. manitouellum (Cockerell, 1908)
- L. margelanicum (Ebmer, 1972)
- L. marginatum (Brullé, 1832)
- L. marginellum (Schenck, 1853)
- L. marinense (Michener, 1936)
- L. marinum (Crawford, 1904)
- L. mariuticum (Blüthgen, 1934)
- L. marshalli (Cockerell, 1937)
- L. masaiense (Cockerell, 1945)
- L. masculum (Pérez, 1895)
- L. massuricum (Blüthgen, 1926)
- L. mataroa (Donovan, 2007)
- L. matianense (Blüthgen, 1926)
- L. matopiense (Cockerell, 1940)
- L. matoporum (Cockerell, 1934)
- L. maunga (Donovan, 2007)
- L. maurusium (Blüthgen, 1935)
- L. mazicum (Cockerell, 1946)
- L. mediocre (Benoist, 1962)
- L. mediopolitum (Cockerell, 1914)
- L. mediterraneum (Blüthgen, 1926)
- L. megagnathum (Walker, 1997)
- L. megastictum (Cockerell, 1937)
- L. megastigmum (Cockerell, 1926)
- L. melachloron (Ebmer, 1983)
- L. melan (Ebmer, 1980)
- L. melancholicum (Ebmer, 2002)
- L. melanops (Ebmer, 1985)
- L. melanopterum (Cockerell, 1914)
- L. melanopus (Dalla Torre, 1896)
- L. melanurum (Cockerell, 1919)
- L. melbournense (Cockerell, 1904)
- L. melli (Ebmer, 1996)
- L. mellipes (Crawford, 1907)
- L. mendocinense (Michener, 1936)
- L. meneliki (Friese, 1915)
- L. mergense (Blüthgen, 1924)
- L. meritum (Sandhouse, 1924)
- L. merosum (Sandhouse, 1924)
- L. meruense (Friese, 1909)
- L. mesembryanthemi (Cockerell, 1926)
- L. mesillense (Cockerell, 1898)
- L. mesopolitum (Cockerell, 1937)
- L. mesosclerum (Pérez, 1903)
- L. mesostenoideum (Walker, 1995)
- L. mesoviride (Ebmer, 1974)
- L. messoropse (Ebmer, 2002)
- L. mestrei (Baker, 1906)
- L. metallicum (Walker, 1995)
- L. metis (Ebmer, 2002)
- L. micante (Michener, 1993)
- L. microdontum (Cockerell, 1912)
- L. microlepoides (Ellis, 1914)
- L. microsellatum (Cockerell, 1945)
- L. michaelinum (Cockerell, 1946)
- L. michaelseni (Friese, 1916)
- L. micheneri (Moure, 1956)
- L. michiganense (Mitchell, 1960)
- L. miguelense (Cockerell, 1937)
- L. milneri (Cockerell, 1941)
- L. miniatulum (Mitchell, 1960)
- L. minutissimum (Kirby, 1802)

Ingesnoerde groefbij
- L. minutuloides (Ebmer, 1978)
- L. minutulum (Schenck, 1853)

Zuidelijke dwerggroefbij
- L. minutum (Fabricius, 1798)
- L. mirandum (Cockerell, 1914)
- L. mirifrons (Cockerell, 1939)
- L. mitchelli (Gibbs, 2010)
- L. miyabei (Murao, Ebmer & Tadauchi, 2006)
- L. miyanoi (Tadauchi, 1994)
- L. moderatum (Benoist, 1962)
- L. modestum (Benoist, 1944)
- L. moearae (Pauly, 1980)
- L. molle (Sandhouse, 1924)
- L. monodontum (Cockerell, 1941)
- L. monsleone (Cockerell, 1946)
- L. monstrificum (Morawitz, 1891)
- L. montanum (Friese, 1909)
- L. montifringillum (Warncke, 1984)
- L. montivolans (Ebmer, 1970)
- L. moreense (Cockerell, 1930)
- L. morio (Fabricius, 1793)

Langkopsmaragdgroefbij
- L. morobeense (Pauly, 1986)
- L. moros (Ebmer, 2002)
- L. morrilli (Cockerell, 1919)
- L. mose (Ebmer, 1974)
- L. mu (Walker, 1995)
- L. muganinum (Blüthgen, 1931)
- L. muiri (Cockerell, 1946)
- L. multicavum (Walker, 1986)
- L. mulungense (Cockerell, 1937)
- L. mundulum (Cockerell, 1916)
- L. murrayi (Cockerell, 1905)
- L. musculoides (Ebmer, 1974)
- L. musgravei (Cockerell, 1929)
- L. musicum (Cockerell, 1913)
- L. mutilum (Vachal, 1903)
- L. mystaphium (Ebmer, 2002)
- L. mystron (Hinojosa-Díaz, 2003)
- L. nabardicum (Blüthgen, 1931)
- L. nairobicum (Cockerell, 1945)
- L. nairobiense (Cockerell, 1945)
- L. naitoi (Ebmer & Maeta, 1994)
- L. namaense (Friese, 1909)
- L. nanum (Smith, 1879)
- L. natalicum (Cockerell, 1943)
- L. natense (Cockerell, 1935)
- L. nathanae (Pauly, 2001)
- L. nefrens (Walker, 1995)
- L. nelumbonis (Robertson, 1890)
- L. nemorale (Ebmer, 2006)
- L. neurophlaurum (Moure, 1956)
- L. nevadense (Crawford, 1907)
- L. nialense (Cockerell, 1945)
- L. nicias (Ebmer, 1997)
- L. nicolli (Cockerell, 1912)
- L. nigrescens (Crawford, 1907)
- L. nigricalle (Vachal, 1904)
- L. nigriceps (Morawitz, 1880)
- L. nigridens (Vachal, 1904)
- L. nigrilabre (Morawitz, 1876)
- L. nigrimente (Cockerell, 1937)
- L. nigripes (Lepeletier, 1841)
- L. nigritellum (Cockerell, 1937)
- L. nigritinum (Cockerell, 1937)
- L. nigritulinum (Cockerell, 1945)
- L. nigroaeneum (Friese, 1917)
- L. nigropolitum (Cockerell, 1929)
- L. nigroviride (Graenicher, 1911)
- L. nigrum (Viereck, 1903)
- L. nipponense (Hirashima, 1953)
- L. nipponicola (Sakagami & Tadauchi, 1995)
- L. nitens (Walker, 1995)
- L. nitidibase (Cockerell, 1941)
- L. nitididorsatum (Benoist, 1950)
- L. nitidiusculum (Kirby, 1802)

Borstelgroefbij
- L. nitidulum (Fabricius, 1804)

Glimmende smaragdgroefbij
- L. niveatum (Meyer, 1920)
- L. niveifrons (Cockerell, 1914)
- L. niveocinctum (Blüthgen, 1923)
- L. niveorufum (Friese, 1924)
- L. niveostictum (Cockerell, 1937)
- L. noachinum (Cockerell, 1914)
- L. noctivaga (Linsley & MacSwain, 1962)
- L. nodicorne (Morawitz, 1889)
- L. nomion (Ebmer, 1998)
- L. normale (Baker, 1906)
- L. norvali (Cockerell, 1939)
- L. notescens (Cockerell, 1930)
- L. novascotiae (Mitchell, 1960)
- L. nudatum (Benoist, 1962)
- L. nudulum (Vachal, 1903)
- L. nummatum (Krombein, 1950)
- L. nupricola (Sakagami, 1988)
- L. nursei (Blüthgen, 1926)
- L. nusaense (Cockerell, 1919)
- L. nyasense (Cockerell, 1945)
- L. nyctere (Vachal, 1904)
- L. nymphaearum (Robertson, 1895)
- L. nymphale (Smith, 1853)
- L. oaxacacola (Engel, Hinojosa-Díaz & Yáñez-Ordóñez, 2007)
- L. obliteratum (Cockerell, 1937)
- L. oblitum (Smith, 1879)
- L. oblongum (Lovell, 1905)
- L. obnubilum (Sandhouse, 1924)
- L. obscuratum (Morawitz, 1876)
- L. obscurior (Friese, 1925)
- L. obscuripes (Friese, 1917)
- L. obscurissimum (Michener, 1965)
- L. obscurum (Robertson, 1892)
- L. occidens (Smith, 1873)
- L. occidentale (Crawford, 1902)
- L. occiduum (Walker, 1999)
- L. occultum (Vachal, 1904)
- L. ocellare (Michener, 1980)
- L. ochreohirtum (Blüthgen, 1934)
- L. ochrochilum (Walker, 1995)
- L. ochroma (Walker, 1995)
- L. odyneroides (Rayment, 1939)
- L. oenotherae (Stevens, 1920)
- L. ohei (Hirashima & Sakagami, 1966)
- L. okinawa (Ebmer & Maeta, 1999)
- L. oleosum (Cockerell, 1898)
- L. olgae (Rayment, 1935)
- L. olivaceum (Morawitz, 1889)
- L. olympiae (Cockerell, 1898)
- L. omnipunctatum (Ebmer, 2004)
- L. onocephalum (Ebmer, 1996)
- L. opacicolle (Cockerell, 1914)
- L. opacolampron (Ebmer, 1997)
- L. opaconitens (Blüthgen, 1931)
- L. opacum (Moure, 1940)
- L. opisthochlorum (Cockerell, 1919)
- L. oppositum (Smith, 1875)
- L. oraniense (Blüthgen, 1930)
- L. orbatum (Smith, 1853)
- L. orbitatum (Mitchell, 1960)
- L. orbitulum (Ebmer, 1997)
- L. ordubadense (Friese, 1916)
- L. orihuelicum (Blüthgen, 1924)
- L. orion (Ebmer, 1974)
- L. ornduffi (Hurd, 1970)
- L. orpheopse (Blüthgen, 1931)
- L. orpheum (Nurse, 1904)
- L. orphnaeum (McGinley, 1986)
- L. orthocarpi (Michener, 1936)
- L. osiris (Ebmer, 1986)
- L. osmioides (Ducke, 1902)
- L. otsegoense (Mitchell, 1960)
- L. ounuense (Cheesman & Perkins, 1939)
- L. ovaliceps (Cockerell, 1898)
- L. pabulator (Schrottky, 1910)
- L. pacatum (Sandhouse, 1924)
- L. pacificum (Cockerell, 1898)
- L. packeri (Gibbs, 2010)
- L. pachyacanthum (Cockerell, 1937)
- L. pachycephalum (Cockerell, 1916)
- L. paitense (Cockerell, 1926)
- L. palaonicum (Cockerell, 1939)
- L. palapyense (Cockerell, 1942)
- L. paleae (Ebmer, 1972)
- L. pallens (Brullé, 1832)

Waaiergroefbij
- L. pallicorne (Vachal, 1904)
- L. pallidellum (Ellis, 1914)
- L. pallidum (Radoszkowski, 1888)
- L. pallilomum (Strand, 1914)
- L. panagaeum (Ebmer, 1978)
- L. pandrose (Ebmer, 2002)
- L. pappodum (Walker, 1995)
- L. papuarum (Cockerell, 1910)
- L. paradmirandum (Knerer & Atwood, 1966)
- L. paradnanum (Strand, 1914)
- L. paraforbesii (McGinley, 1986)
- L. paralphenum (Sakagami, Ebmer & Tadauchi, 1996)
- L. paramelaenum (Cockerell, 1922)
- L. paramorio (Friese, 1908)
- L. parapastinum (Cockerell, 1940)
- L. parasphecodum (Walker, 1995)
- L. parkeri (McGinley, 1986)
- L. parvulinum (Cockerell, 1939)
- L. parvulum (Schenck, 1853)

Kleine groefbij
- L. parvum (Cresson, 1865)
- L. pastinimimum (Cockerell, 1939)
- L. patongense (Rayment, 1948)
- L. pauliani (Benoist, 1941)
- L. paululum (Sandhouse, 1924)
- L. pauperatum (Brullé, 1832)

Kleinste groefbij
- L. pauxillum (Schenck, 1853)

Kleigroefbij
- L. pavo (Sakagami, 1989)
- L. pavoninum (Ellis, 1913)
- L. pavonotum (Cockerell, 1925)
- L. pecosense (Crawford, 1906)
- L. pectinalum (Walker, 1986)
- L. pectinatum (Robertson, 1890)
- L. pectorale (Smith, 1853)
- L. pectoraloides (Cockerell, 1895)
- L. pelorodontum (Michener, 1980)
- L. pellitosinum (Cockerell, 1946)
- L. pellitosum (Cockerell, 1934)
- L. pembense (Cockerell, 1945)
- L. pendschakenticum (Blüthgen, 1935)
- L. pensitum (Sandhouse, 1924)
- L. perakense (Blüthgen, 1928)
- L. peralpinum (Cockerell, 1919)
- L. peraltum (Cockerell, 1901)
- L. perater (Cockerell, 1927)
- L. peraustrale (Cockerell, 1904)
- L. percingulatum (Rayment, 1935)
- L. perclavipes (Blüthgen, 1934)
- L. percornutum (Cockerell, 1937)
- L. percrassiceps (Cockerell, 1931)
- L. perdifficile (Cockerell, 1895)
- L. peregrinum (Blüthgen, 1923)
- L. perexiguum (Sandhouse, 1924)
- L. pericinctum (Cockerell, 1937)
- L. perichlarum (Cockerell, 1937)
- L. perihirtulum (Cockerell, 1937)
- L. perihirtum (Cockerell, 1933)
- L. permetallicum (Michener, 1965)
- L. pernitens (Cockerell, 1934)
- L. pernotescens (Cockerell, 1934)
- L. perparvum (Ellis, 1914)
- L. perpessicium (Kohl, 1908)
- L. perplexans (Cockerell, 1925)
- L. perpunctatulum (Knerer & Atwood, 1966)
- L. perpunctatum (Ellis, 1913)
- L. perscabrum (McGinley, 1986)
- L. persicum (Cockerell, 1919)
- L. perspicuum (Knerer & Atwood, 1966)
- L. pertasmaniae (Rayment, 1953)
- L. pertribuarium (Rayment, 1935)
- L. perustum (Cockerell, 1914)
- L. pervarians (Cockerell, 1919)
- L. petrellum (Cockerell, 1903)
- L. phaceliarum (Cockerell, 1919)
- L. phaedrum (Schrottky, 1910)
- L. pharum (Vachal, 1904)
- L. pheidolopse (Blüthgen, 1926)
- L. phenacorhinum (Cockerell, 1942)
- L. philanthanum (Mitchell, 1960)
- L. phleboleucum (Moure, 1956)
- L. phoebos (Ebmer, 1978)
- L. phoenicurum (Warncke, 1975)
- L. picadense (Strand, 1910)
- L. picipes (Morawitz, 1876)
- L. picticorne (Cockerell, 1930)
- L. pictum (Crawford, 1902)
- L. pikei (Sandhouse, 1924)
- L. pilicorne (Friese, 1930)
- L. pilosellum (Cockerell, 1936)
- L. pilosicaudum (Cockerell, 1937)
- L. pilosigyna (Walker, 1997)
- L. pilositarsis (Pauly, 1986)
- L. pilosum (Smith, 1853)
- L. pineolense (Mitchell, 1960)
- L. pinnatum (Vachal, 1910)
- L. pistorium (Vachal, 1902)
- L. plasunicum (Blüthgen, 1926)
- L. platycephalum (Rayment, 1927)
- L. platychilum (Walker, 1999)
- L. platyparium (Robertson, 1895)
- L. plebeium (Cockerell, 1914)
- L. pleurospeculum (Herrmann, 2001)
- L. plicatinum (Cockerell, 1937)
- L. plorator (Cockerell, 1910)
- L. plumbeum (Ashmead, 1900)
- L. podolicum (Noskiewicz, 1925)
- L. politescens (Cockerell, 1937)
- L. politum (Schenck, 1853)
- L. polyctor (Bingham, 1908)
- L. polygoni (Cockerell, 1929)
- L. pollux (Walker, 1995)
- L. popovi (Blüthgen, 1931)
- L. posthirtum (Cockerell, 1946)
- L. postnitens (Cockerell, 1946)
- L. postpictum (Cockerell, 1937)
- L. postumum (Vachal, 1903)
- L. potaroense (Cockerell, 1930)
- L. potosi (McGinley, 2003)
- L. praepes (Sandhouse, 1924)
- L. prasinogaster (Gibbs, 2010)
- L. prasinum (Smith, 1848)

Viltige groefbij
- L. pressithorax (Ebmer, 1974)
- L. primavera (Sakagami & Maeta, 1990)
- L. problematicum (Blüthgen, 1923)
- L. prominens (Cockerell, 1937)
- L. pronotale (Ebmer, 2002)
- L. providens (Smith, 1879)
- L. proximatum (Smith, 1879)
- L. proximum (Rayment, 1947)
- L. pruinosiforme (Crawford, 1906)
- L. pruinosum (Robertson, 1892)
- L. prunellum (Warncke, 1975)
- L. przewalskyi (Blüthgen, 1931)
- L. pseudocaspicum (Blüthgen, 1923)
- L. pseudoccidens (Blüthgen, 1926)
- L. pseudofallax (Blüthgen, 1923)
- L. pseudoleptocephalum (Blüthgen, 1923)
- L. pseudoleptorhynchum (Blüthgen, 1931)
- L. pseudolittorale (Blüthgen, 1923)
- L. pseudonigripes (Blüthgen, 1934)
- L. pseudopalmeri (Blüthgen, 1926)
- L. pseudopectorale (Cockerell, 1896)
- L. pseudoplanulum (Blüthgen, 1924)
- L. pseudosphecodimorphum (Blüthgen, 1923)
- L. pseudotegulare (Cockerell, 1896)
- L. ptyon (Walker, 1995)
- L. pudicum (Sandhouse, 1924)
- L. pulchripes (Cockerell, 1937)
- L. pulchritarse (Cockerell, 1940)
- L. pulicarium (Warncke, 1975)
- L. pulveris (Cockerell, 1930)
- L. pulvitectum (Cockerell, 1915)
- L. pullilabre (Vachal, 1904)
- L. pumilum (Sakagami & Tadauchi, 1995)
- L. punctatissimum (Schenck, 1853)

Fijngestippelde groefbij
- L. punctatoventre (Crawford, 1907)
- L. punctatum (Smith, 1858)
- L. puncticolle (Morawitz, 1872)
- L. punctiferellum (Cockerell, 1937)
- L. punctifrons (Crawford, 1914)
- L. puzeyi (Cockerell, 1939)
- L. pygmaeum (Schenck, 1853)

Dwerggroefbij
- L. quadratum (Walker, 1995)
- L. quadrinotatiforme (Ebmer, 1980)
- L. quadrinotatulum (Schenck, 1861)

Steilrandgroefbij
- L. quadrinotatum (Kirby, 1802) – Kleine bandgroefbij
- L. quadrisignatum (Schenck, 1853)
- L. quebecense (Crawford, 1907)
- L. radiatulum (Cockerell, 1937)
- L. ragusanum (Blüthgen, 1931)
- L. raleighense (Crawford, 1932)
- L. ralunicolum (Friese, 1909)
- L. ramphos (Ebmer, 1997)
- L. ranacum (Pauly, 1980)
- L. reasbeckae (Gibbs, 2010)
- L. recantans (Cockerell, 1912)
- L. recessum (Cockerell, 1914)
- L. redivivum (Blüthgen, 1928)
- L. reenenicum (Cockerell, 1941)
- L. regis (Cockerell, 1916)
- L. repertulum (Cockerell, 1916)
- L. repraesentans (Smith, 1853)
- L. respersiforme (Cockerell, 1919)
- L. respersum (Vachal, 1904)
- L. resplendens (Morawitz, 1890)
- L. reticulatum (Robertson, 1892)
- L. reticulellum (Cockerell, 1946)
- L. rhadiourgon (Ebmer, 1980)
- L. rhodognathum (Cockerell, 1917)
- L. rhodopterum (Cockerell, 1914)
- L. rhynchites (Morawitz, 1876)
- L. rhytidophorum (Moure, 1956)
- L. richardsoni (Cockerell, 1937)
- L. risbeci (Cockerell, 1929)
- L. robertianum (Cameron, 1905)
- L. robertsonellum (Michener, 1951)
- L. robertsoni (Crawford, 1906)
- L. robustum (Crawford, 1907)
- L. roddi (Walker, 1995)
- L. rohweri (Ellis, 1915)
- L. rostratum (Eversmann, 1852)
- L. rotaense (Cockerell, 1942)
- L. rowlandi (Cockerell, 1910)
- L. rubricaude (Cameron, 1905)
- L. rubripes (Alfken, 1932)
- L. rubritarse (Cockerell, 1937)
- L. rubrocinctum (Cockerell, 1945)
- L. rubsectum (Fan & Ebmer, 1992)
- L. rufibase (Cockerell, 1923)
- L. ruficolle (Friese, 1924)
- L. ruficorne (Crawford, 1907)
- L. rufimente (Cockerell, 1937)
- L. rufiscopa (Pauly, 1986)
- L. rufitarse (Zetterstedt, 1838)

Roodpootgroefbij
- L. rufitarsellum (Cockerell, 1940)
- L. rufitarsum (Rayment, 1929)
- L. rufoaeneum (Friese, 1925)
- L. rufocollare (Cockerell, 1930)
- L. rufomarginatum (Smith, 1853)
- L. rufopantex (Engel, 2001)
- L. rufopurpureum (Pauly, 1986)
- L. rufotegulare (Cockerell, 1914)
- L. rufotibiale (Friese, 1925)
- L. rufulipes (Cockerell, 1938)
- L. rufulum (Friese, 1924)
- L. rugifrons (Blüthgen, 1926)
- L. rugolatum (Smith, 1853)
- L. ruidosense (Cockerell, 1897)
- L. rupestre (Warncke, 1984)
- L. rupticristum (McGinley, 1986)
- L. rusticolum (Warncke, 1982)
- L. ruwenzicum (Cockerell, 1945)
- L. ruwenzoriellum (Cockerell, 1945)
- L. sablense (Gibbs, 2010)
- L. sabulosum (Warncke, 1986)

Glanzende franjegroefbij
- L. saegeri (Pauly, 1981)
- L. saffordi (Cockerell, 1914)
- L. sagax (Sandhouse, 1924)
- L. sakagamii (Ebmer, 1978)
- L. sakishima (Ebmer & Maeta, 1999)
- L. salebrosum (Blüthgen, 1934)
- L. salinaecola (Friese, 1916)
- L. salinum (Morawitz, 1876)
- L. salutatrix (Cameron, 1897)
- L. samarense (Blüthgen, 1926)
- L. samaricum (Blüthgen, 1935)
- L. samoae (Perkins & Cheesman, 1928)
- L. sanctivincenti (Ashmead, 1900)
- L. sandhouseae (Michener, 1951)
- L. sandhousiellum (Gibbs, 2010)
- L. sandrae (McGinley, 1986)
- L. sanfrancisconis (Strand, 1917)
- L. sanitarium (Blüthgen, 1926)
- L. sarticum (Blüthgen, 1934)
- L. satschauense (Blüthgen, 1934)
- L. sauterum (Fan & Ebmer, 1992)
- L. saxatile (Warncke, 1984)
- L. scabrosum (Pauly, 1986)
- L. scaphonotum (Strand, 1914)
- L. scirpaceum (Warncke, 1975)
- L. scitulum (Smith, 1873)
- L. scobe (Vachal, 1903)
- L. scopaceum (Friese, 1914)
- L. scoteinum (Ebmer, 1998)
- L. scrophulariae (Cockerell, 1906)
- L. scrupulosum (Cockerell, 1930)
- L. sculpturatum (Cockerell, 1930)
- L. scutellare (Morawitz, 1876)
- L. scutolactescens (Pauly, 1986)
- L. scutopruinescens (Pauly, 1986)
- L. schachti (Warncke, 1984)
- L. scheherezade (Ebmer, 2000)
- L. schomburgki (Cockerell, 1910)
- L. schubotzi (Strand, 1911)
- L. schwarzi (Ebmer, 1985)
- L. seabrai (Moure, 1956)
- L. sedi (Sandhouse, 1924)
- L. sedlaceki (Michener, 1980)
- L. seductum (Cockerell, 1914)
- L. selma (Ebmer, 2002)
- L. sellatiferum (Cockerell, 1945)
- L. semibrunneum (Cockerell, 1895)
- L. semicaeruleum (Cockerell, 1895)
- L. semicyaneum (Cockerell, 1929)
- L. semidiversum (Cockerell, 1940)
- L. semilaeve (Blüthgen, 1923)
- L. semilucens (Alfken, 1914)

Halfglanzende groefbij
- L. semilucidum (Cockerell, 1945)
- L. seminitens (Cockerell, 1929)
- L. semiplicatum (Cockerell, 1943)
- L. semipolitum (Cockerell, 1916)
- L. semisculptum (Cockerell, 1911)
- L. semiviride (Friese, 1909)
- L. sequoiae (Michener, 1936)
- L. serenum (Cameron, 1897)
- L. seriatum (Walker, 1999)
- L. serratum (Blüthgen, 1926)
- L. sertum (Vachal, 1904)
- L. setulellum (Strand, 1909)
- L. setulosum (Strand, 1909)
- L. sexmaculatum (Schenck, 1853)

Noordelijke groefbij
- L. sexnotatulum (Nylander, 1852)
- L. sexnotatum (Kirby, 1802)

Zesvlekkige groefbij
- L. sexsetum (Walker, 1995)
- L. sexstrigatum (Schenck, 1870)

Gewone franjegroefbij
- L. sextum (Cockerell, 1910)
- L. shanganiense (Cockerell, 1937)
- L. sharpi (Cockerell, 1946)
- L. sheffieldi (Gibbs, 2010)
- L. shendicum (Cockerell, 1945)
- L. shestakovi (Pesenko, 1986)
- L. shillongense (Blüthgen, 1926)
- L. shoichi (Ebmer, 2004)
- L. sibiriacum (Blüthgen, 1923)
- L. sibuyanense (Blüthgen, 1926)
- L. sicarium (Walker, 1997)
- L. sichuanense (Fan & Ebmer, 1992)
- L. sierramaestrensis (Genaro, 2001)
- L. signicostatuloides (Strand, 1914)
- L. siirtense (Warncke, 1984)
- L. sikkimense (Blüthgen, 1926)
- L. silvestris (Michener, 1980)
- L. simlaense (Cameron, 1909)
- L. simplex (Robertson, 1901)
- L. simplicior (Cockerell, 1931)
- L. simulator (Cockerell, 1935)
- L. singapurellum (Blüthgen, 1926)
- L. singhalense (Blüthgen, 1931)
- L. sinicum (Blüthgen, 1934)
- L. sisymbrii (Cockerell, 1895)
- L. sitocleptum (Gibbs, 2010)
- L. skorikovi (Blüthgen, 1929)
- L. smaragdinum (Walker, 1995)
- L. smeathmanellum (Kirby, 1802)
- L. smilodon (Ebmer & Sakagami, 1994)
- L. snelli (Cockerell, 1937)
- L. sobrinum (Warncke, 1982)
- L. socorium (Blüthgen, 1924)
- L. solidaginis (Mitchell, 1960)
- L. solis (Cockerell, 1922)
- L. solisortus (Ebmer & Maeta, 1994)
- L. solitarium (Warncke, 1975)
- L. somereni (Cockerell, 1945)
- L. sopinci (Crawford, 1932)
- L. sordidulum (Cockerell, 1914)
- L. sordidum (Smith, 1853)
- L. soror (Saunders, 1901)
- L. sororculum (Walker, 1999)
- L. spatulatum (Walker, 1995)
- L. speculatum (Walker, 1995)
- L. speculellum (Cockerell, 1918)
- L. speculiferum (Cockerell, 1912)
- L. speculinum (Cockerell, 1925)
- L. speculum (Benoist, 1964)
- L. sphecodicolor (Sakagami & Tadauchi, 1995)
- L. sphecodimorphum (Vachal, 1892)
- L. sphecodoides (Smith, 1853)
- L. sphecodopsis (Cockerell, 1905)
- L. spinale (Vachal, 1904)
- L. spinodorsum (Fan & Wu, 1991)
- L. spinolae (Reed, 1892)
- L. spinosum (Pauly, 1986)
- L. splendidulum (Vachal, 1894)
- L. spodiozonium (Vachal, 1894)
- L. squamiceps (Strand, 1912)
- L. squamosus (Pauly, 1984)
- L. stellatifrons (Cockerell, 1945)
- L. stenorhynchum (Blüthgen, 1928)
- L. stevensoni (Cockerell, 1924)
- L. stictaspis (Sandhouse, 1923)
- L. stolidum (Warncke, 1982)
- L. stradbrokense (Cockerell, 1916)
- L. striatum (Walker, 1995)
- L. strictifrons (Vachal, 1895)
- L. strigilalium (Pauly, 1986)
- L. strigosigena (Michener, 1954)
- L. stuartense (Mitchell, 1960)
- L. stuchilum (Smith, 1853)
- L. sturti (Cockerell, 1906)
- L. subaenescens (Pérez, 1896)
- L. subbuteo (Warncke, 1982)
- L. subcarum (Cockerell, 1930)
- L. subcyaneum (Ashmead, 1900)
- L. subdeclivis (Pauly, 1980)
- L. subequestre (Blüthgen, 1931)
- L. subexterum (Cockerell, 1939)
- L. subfasciatum (Imhoff, 1832)
- L. subfratellum (Blüthgen, 1934)
- L. subfulgens (Fan & Ebmer, 1992)
- L. subfultoni (Cockerell, 1930)
- L. subfulvicorne (Blüthgen, 1934)

Bergbosgroefbij
- L. subglobosum (Blüthgen, 1926)
- L. subhirtum (Lepeletier, 1841)
- L. sublatens (Cockerell, 1926)
- L. sublaterale (Blüthgen, 1931)
- L. sublautum (Cockerell, 1942)
- L. subleiosoma (Blüthgen, 1931)
- L. submeracum (Cockerell, 1930)
- L. submetallicum (Benoist, 1944)
- L. submoratum (Cockerell, 1930)
- L. subobscurum (Cockerell, 1895)
- L. subopacum (Smith, 1853)
- L. subplebeium (Cockerell, 1930)
- L. subpurpureum (Cockerell, 1919)
- L. subrubsectum (Fan & Ebmer, 1992)
- L. subrussatum (Cockerell, 1922)
- L. subsemilucens (Blüthgen, 1934)
- L. subsphecodes (Pauly, 1986)
- L. subterminale (Cockerell, 1941)
- L. subtropicum (Sakagami, Miyanaga & Maeta, 1994)
- L. subversans (Mitchell, 1960)
- L. subversicolum (Fan & Ebmer, 1992)
- L. subviridatum (Cockerell, 1938)
- L. succinipenne (Ellis, 1913)
- L. sudum (Vachal, 1904)
- L. suisharyonense (Strand, 1914)
- L. sulcatulum (Cockerell, 1925)
- L. sulthicum (Smith, 1853)
- L. suppressum (Ebmer, 1983)
- L. supraclypeatum (Mitchell, 1960)
- L. supralucens (Cockerell, 1916)
- L. supranitens (Cockerell, 1919)
- L. surianae (Mitchell, 1960)
- L. surrubresense (Strand, 1921)
- L. sutepellum (Cockerell, 1937)
- L. sutepinum (Cockerell, 1937)
- L. sutshanicum (Pesenko, 1986)
- L. swenki (Crawford, 1906)
- L. swezeyi (Cockerell, 1939)
- L. synavei (Pauly, 1984)
- L. synthyridis (Crawford, 1906)
- L. szentivanyi (Michener, 1960)
- L. taclobanense (Cockerell, 1915)
- L. tadschicum (Blüthgen, 1929)
- L. taeniolellum (Vachal, 1903)
- L. tahitense (Mitchell, 1960)
- L. taihorine (Strand, 1914)
- L. talchium (Smith, 1853)
- L. taluche (Smith, 1853)
- L. talyschense (Blüthgen, 1924)
- L. tamburinei (Friese, 1917)
- L. tamiamense (Mitchell, 1960)
- L. tamulicum (Blüthgen, 1926)
- L. tanganum (Cockerell, 1939)
- L. taninense (Warncke, 1984)
- L. tannaense (Cockerell, 1916)
- L. tardum (Cameron, 1897)
- L. tarponense (Mitchell, 1960)
- L. tarsatum (Schenck, 1870)

Duingroefbij
- L. tasmaniae (Cockerell, 1905)
- L. tatei (Cockerell, 1910)
- L. tauricum (Ebmer, 1972)
- L. taylorae (Gibbs, 2010)
- L. tegulare (Robertson, 1890)
- L. tegulariforme (Crawford, 1907)
- L. teltiri (Walker, 1995)
- L. tenasserimicum (Blüthgen, 1926)
- L. tenax (Sandhouse, 1924)
- L. tenkeanum (Cockerell, 1937)
- L. tenue (Ellis, 1913)
- L. tenuicorne (Cockerell, 1946)
- L. tenuilingue (Cockerell, 1937)
- L. tenuivene (Cockerell, 1946)
- L. tepperi (Cockerell, 1905)
- L. terginum (Vachal, 1904)
- L. tertium (Dalla Torre, 1896)
- L. tessaranotatum (Ebmer, 1998)
- L. testaceipes (Friese, 1914)
- L. testaceum (Robertson, 1897)
- L. testaciventre (Rayment, 1953)
- L. texanum (Cresson, 1872)
- L. textorium (Benoist, 1957)
- L. theodori (Crawford, 1902)
- L. theste (Cameron, 1905)
- L. thomasseti (Cockerell, 1937)
- L. thor (Cockerell, 1929)
- L. tilachiforme (Cockerell, 1907)
- L. tilachum (Smith, 1853)
- L. timberlakei (McGinley, 1986)
- L. timothyi (Gibbs, 2010)
- L. tinguiricum (Holmberg, 1886)
- L. tinnunculum (Warncke, 1982)
- L. titusi (Crawford, 1902)
- L. tonganum (Perkins & Cheesman, 1928)
- L. tooloomense (Cockerell, 1929)
- L. torulosum (Michener, 1980)
- L. toxopei (Alfken, 1926)
- L. tracyi (Cockerell, 1936)
- L. tranquillum (Sandhouse, 1924)
- L. transitorium (Schenck, 1868)
- L. transpositum (Cockerell, 1925)
- L. transvaalense (Cameron & Cockerell, 1937)
- L. transvorsum (Vachal, 1904)
- L. travassosi (Moure, 1940)
- L. triangulatum (Walker, 1995)
- L. trianguliferum (Cockerell, 1941)
- L. triangulinum (Cockerell, 1946)
- L. tribuarium (Rayment, 1935)
- L. tricinctum (Schenck, 1874)
- L. tricnicos (Vachal, 1904)
- L. tricolor (Michener, 1965)
- L. trichardti (Cockerell, 1939)
- L. trichiosulum (Strand, 1914)
- L. trichopygum (Blüthgen, 1923)
- L. trichorhinum (Cockerell, 1925)
- L. tridens (Walker, 1995)
- L. trigoniformis (Pauly, 1986)
- L. trincomalicum (Cameron, 1903)
- L. trinidadense (Friese, 1909)
- L. tripunctatum (Cockerell, 1929)
- L. triste (Vachal, 1894)
- L. trizonatum (Cresson, 1874)
- L. tropicior (Ellis, 1914)
- L. tropidonotum (McGinley, 1986)
- L. truncaticolle (Morawitz, 1877)
- L. truncatum (Robertson, 1901)
- L. tschakarense (Blüthgen, 1925)
- L. tschardschuicum (Blüthgen, 1931)
- L. tschibuklinum (Blüthgen, 1931)
- L. tschulicum (Blüthgen, 1931)
- L. tuchilas (Smith, 1853)
- L. tunguense (Blüthgen, 1926)
- L. tungusicum (Ebmer, 1978)
- L. turneri (Blüthgen, 1926)
- L. tyndarus (Ebmer, 2002)
- L. uelleburgense (Strand, 1912)
- L. ufiomicum (Cockerell, 1945)
- L. ugandicum (Cockerell, 1937)
- L. ultimum (Cockerell, 1929)
- L. umbone (Michener, 1980)
- L. umbripenne (Ellis, 1913)
- L. uncinatum (Walker, 1995)
- L. unicum (Sandhouse, 1924)
- L. upinense (Morawitz, 1890)
- L. upoluense (Perkins & Cheesman, 1928)
- L. urbanum (Smith, 1879)
- L. urenae (Pauly, 2001)
- L. urguticum (Ebmer, 1972)
- L. uvirense (Cockerell, 1937)
- L. uyacicola (Cockerell, 1949)
- L. vagans (Smith, 1857)
- L. vaporellum (Cockerell, 1910)
- L. vau (Cockerell, 1910)
- L. vechti (Pauly, 1980)
- L. veganum (Cockerell, 1901)
- L. verae (Pesenko, 1986)
- L. verapaz (Engel, Hinojosa-Díaz & Yáñez-Ordóñez, 2007)
- L. vergilianum (Pérez, 1903)
- L. vermiculatum (Cockerell, 1914)
- L. veronicae (Cockerell, 1926)
- L. versans (Lovell, 1905)
- L. versatum (Robertson, 1902)
- L. versicolum (Fan & Ebmer, 1992)
- L. versifrons (Perkins & Cheesman, 1928)
- L. verticulum (Walker, 1997)
- L. vexator (Krombein, 1950)
- L. victoriae (Cockerell, 1926)
- L. victoriellum (Cockerell, 1914)
- L. vierecki (Crawford, 1904)
- L. villosulum (Kirby, 1802)

Biggenkruidgroefbij
- L. virens (Erichson, 1835)
- L. viridatulum (Cockerell, 1919)
- L. viridatum (Lovell, 1905)
- L. viride (Brullé, 1840)
- L. virideglaucum (Ebmer & Sakagami, 1994)
- L. viridellum (Cockerell, 1931)
- L. viriderostratum (Ebmer, 1978)
- L. viridiscitum (Cockerell, 1911)
- L. vitripenne (Smith, 1879)
- L. vulcanicum (Blüthgen, 1928)
- L. vulneratum (Cockerell, 1910)
- L. vulsum (Vachal, 1903)
- L. warburtoni (Cockerell, 1906)
- L. waterhousei (Cockerell, 1915)
- L. wauense (Pauly, 1986)
- L. weemsi (Mitchell, 1960)
- L. wellingtoni (Cockerell, 1914)
- L. wheeleri (Mitchell, 1960)
- L. whiteanum (Cameron, 1905)
- L. wilkinsoni (Cockerell, 1945)
- L. wilmattae (Cockerell, 1929)
- L. wilsoni (Cheesman & Perkins, 1939)
- L. willsi (Cockerell, 1906)
- L. windhukense (Friese, 1916)
- L. wollastoni (Cockerell, 1922)
- L. woodsi (Cockerell, 1910)
- L. xanthopoides (Friese, 1925)
- L. xerophilinum (Cockerell, 1945)
- L. xerophilum (Walker, 1995)
- L. xizangense (Fan & Ebmer, 1992)
- L. xyriotropis (McGinley, 1986)
- L. xystodorsum (Ebmer, 1998)
- L. xystonotum (Vachal, 1894)
- L. yakourense (Saunders, 1908)
- L. yakuticum (Pesenko & Davydova, 2004)
- L. yamanei (Murao, Ebmer & Tadauchi, 2006)
- L. yapense (Cockerell, 1939)
- L. yolense (Cockerell, 1945)
- L. ypirangense (Schrottky, 1910)
- L. yukonae (Gibbs, 2010)
- L. zachlorum (Cockerell, 1929)
- L. zamelanum (Cockerell, 1930)
- L. zamoranicum (Cockerell, 1949)
- L. zanzibaricum (Cockerell, 1945)
- L. zephyrum (Smith, 1853)
- L. zeyanense (Pesenko, 1986)
- L. zimbabwicum (Cockerell, 1937)
- L. zingowli (Cheesman & Perkins, 1939)
- L. zipangu (Ebmer & Sakagami, 1994)
- L. zonaturum (Cockerell, 1945)
- L. zonulum (Smith, 1848)

Glanzende bandgroefbij
- L. zophops (Ellis, 1914)
- L. zostaceum (Warncke, 1982)
- L. zunaga (Sakagami & Tadauchi, 1995)